# Hyla imitator
Hyla imitator är en groddjursart som först beskrevs av Barbour och Dunn 1921.  Hyla imitator ingår i släktet Hyla och familjen lövgrodor. IUCN kategoriserar arten globalt som otillräckligt studerad. Inga underarter finns listade i Catalogue of Life.